# Dysphania chrysostathes
Dysphania chrysostathes là một loài bướm đêm trong họ Geometridae.